# VentureBeat
VentureBeat — веб-сайт, блог, специализирующийся на появляющихся технологиях, инновационных компаниях и их руководителях. VentureBeat был назван газетой The New York Times одним из лучших блогов в Интернете, его материалы часто заимствуются авторитетными ресурсами, включая сайт NYTimes.com, BusinessWeek, Yahoo! Buzz, Daily Radar и другими.

## История
Независимая компания VentureBeat и одноимённый сайт были основаны в сентябре 2006 года Мэттом Маршаллом (англ. Matt Marshall), который до этого работал журналистом с 1994 года, и получил несколько журналистских премий и наград.
В октябре 2008 года американская газета The New York Times назвала VentureBeat наряду с GigaOM одним из лучших блогов в интернете, специализирующихся на технологиях, и начала использовать материалы с этих двух блогов на своём сайте.
В 2010 году VentureBeat начал создание собственной бизнес-команды, наняв Стэйси Коэна (англ. Stacy Cohen) на должность директора по продажам, а в марте 2011 года наняв Алисию Сэрибэлис (англ. Alicia Saribalis) на должность президента и издателя.

## Конференция DEMO
В марте 2009 года VentureBeat подписал партнёрское соглашение с организацией IDG по проведению конференции DEMO, посвящённой новым перспективным технологиям и продуктам. В сентябре 2009 года Мэтт Маршалл взял на себя роль исполнительного продюсера DEMO. На протяжении многих лет различные компании присутствовали на данной конференции, в том числе Boingo, Tivo, ETrade, VMware, Palm, Symantec, Salesforce и другие.

## Структура сайта
Сайт разделён на несколько разделов-„битов“ (англ. Beats): Green, Games, Mobile, Deal, DEMO, Social и Media. Каждый раздел специализируется исключительно на своей тематике и самостоятельно пишет и публикует свои материалы в рамках VentureBeat.

## Редакторский состав
Редакторский коллектив VentureBeat представлен редакторами, специализирующимися на разных областях знаний и исследований. Основными авторами сайта являются Энтони Ха (англ. Anthony Ha), специализирующийся на технологиях и ранее работавший в Hollister Free Lance, Дин Такахаси (англ. Dean Takahashi), специализирующийся на игровой индустрии и ранее работавший в The Wall Street Journal, Los Angeles Times и других изданиях, а также другие редакторы.